# 愛知県道436号作手清岳玖老勢線
愛知県道436号作手清岳玖老瀬線（あいちけんどう436ごう つくできよおかくろぜせん）は、愛知県新城市内を走る一般県道である。

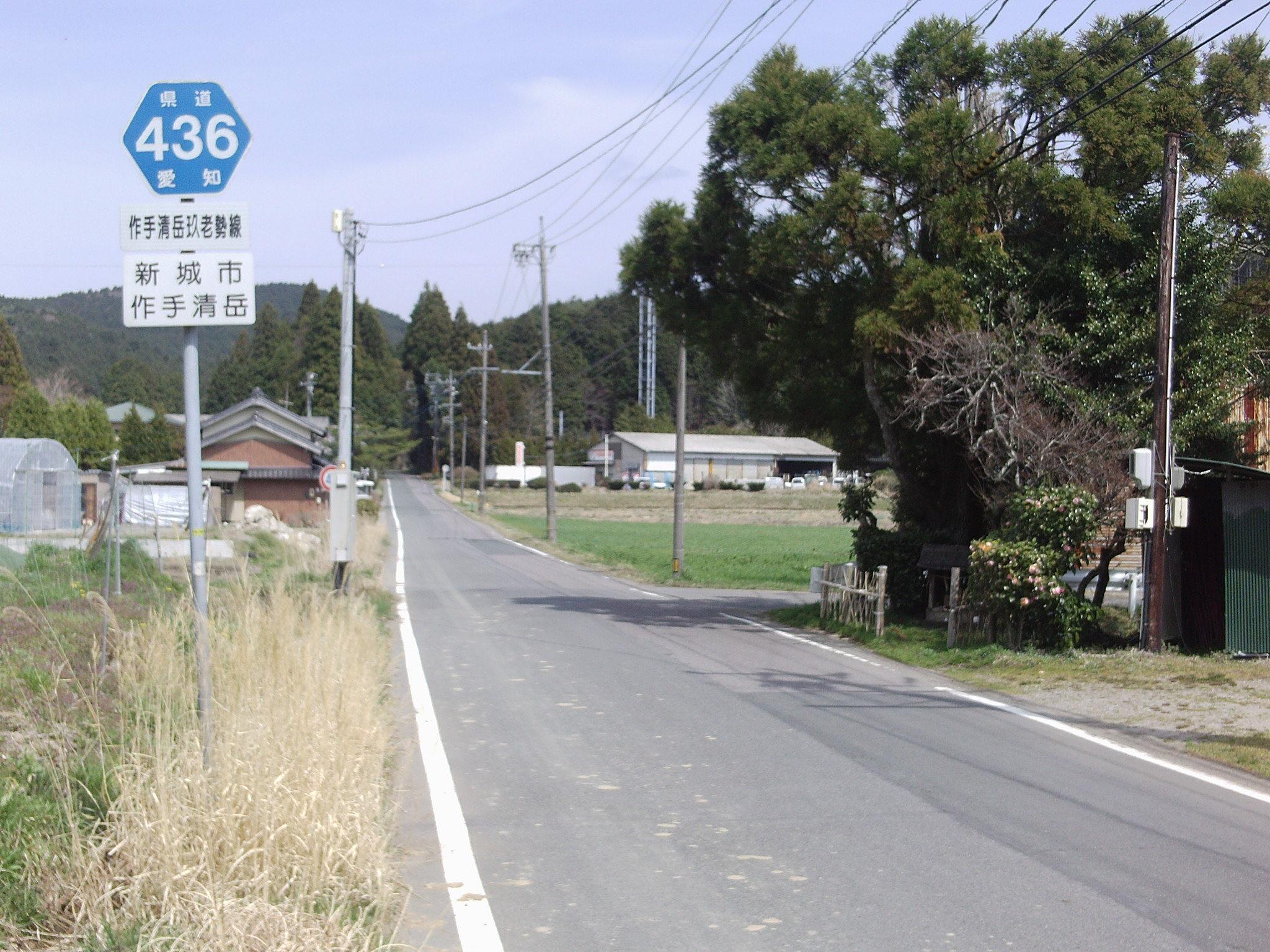
作手清岳（起点側）。東に進むと甘泉寺のコウヤマキがある。

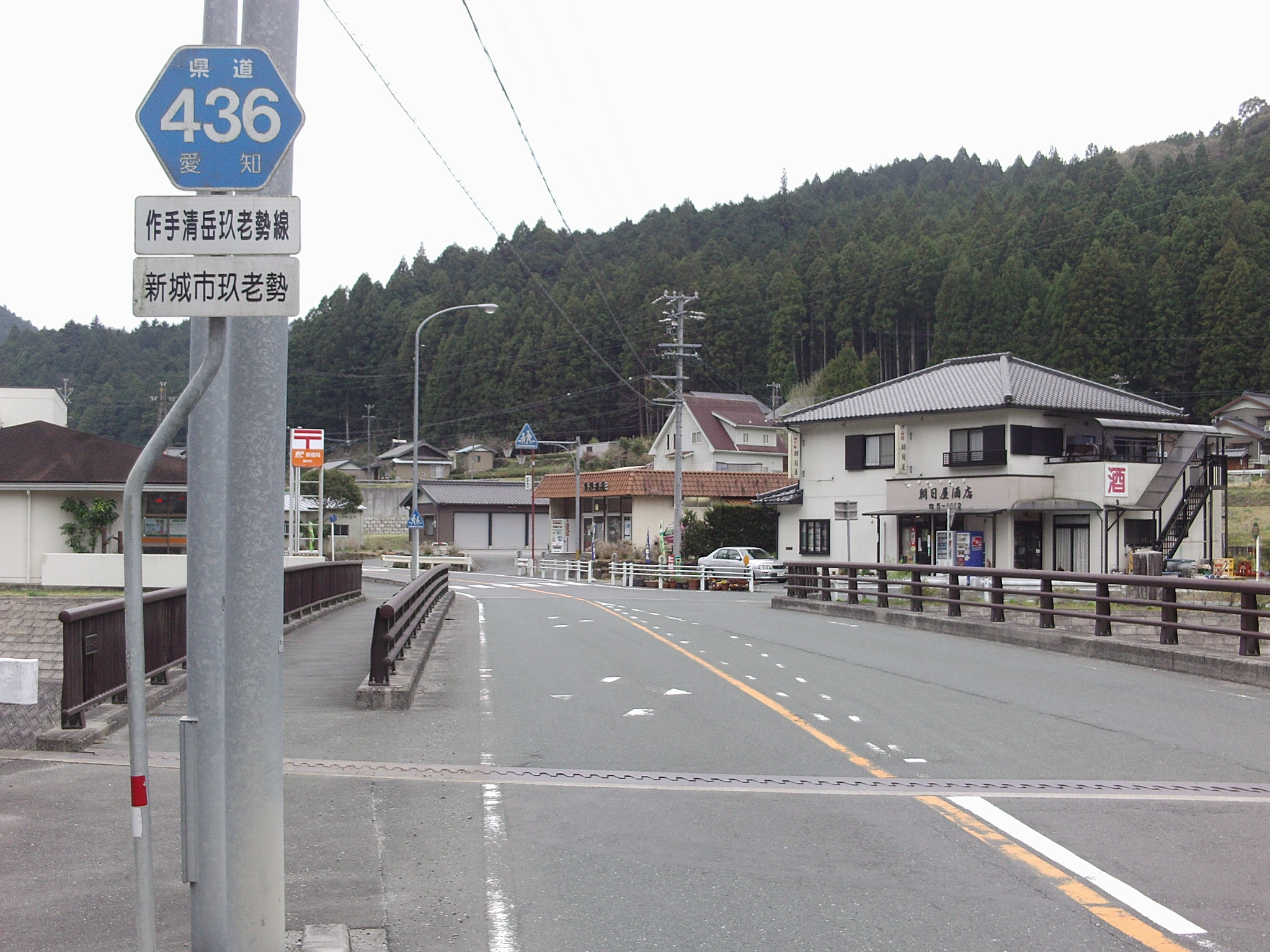
玖老勢（終点側）。終点で伊那街道に接し、旧豊橋鉄道田口線の玖老勢駅跡地がある。

## 概要
ほぼ全線が山の中を走る。民家などがあるのは起点と終点の近くと中間地点の布里地区のみである。山間部だが川に沿っているためそれほど急な勾配は無く、特に長楽交差点から終点までは2車線で、国道257号の狭隘かつ遠回り区間を避ける車が流入するため通行量も比較的多い。

### 路線データ
- 起点：愛知県新城市作手清岳
- 終点：愛知県新城市玖老勢字追分下（玖老勢交差点）
- 全長：約26.2km（他路線重複区間を含む）

## 沿革
- 1959年12月15日：一般県道清岳玖老勢線として認定。
- 2007年4月1日：一般県道作手清岳玖老瀬線に改称。

## 通過する自治体
- 愛知県
  - 新城市

## 接続する道路
- 国道301号（新城市作手清岳字郷ノ根：市場交差点）
- 愛知県道435号作手保永海老線（新城市愛郷字河子石・塩瀬ウトヲ間で重複）
- 愛知県道438号布里新城線（未完成道路、新城市布里字松ケ根）
- 国道257号・国道420号（新城市布里小松：小松橋西詰・長楽交差点間で重複）：257号只持交差点は接続点ではないが近道のため257号側に案内看板あり
- 愛知県道32号長篠東栄線・愛知県道389号富栄設楽線（玖老勢交差点）

## 沿線
- 古宮城址
- 作手谷中分水界：作手高原を参照
- 巴川（豊川水系）
- 新城市立鳳来西小学校（2016年3月31日廃校）
- 鳳来布里郵便局
- 布里堰堤（布里発電所へ導水）
- 海老川：当県道の最終区間を並行、長楽交差点付近で豊川に合流
- 鳳来寺郵便局